# Serri
Serri é uma comuna italiana da região da Sardenha, na província da Sardenha do Sul, com  cerca de 760 habitantes. Estende-se por uma área de 19 km², tendo uma densidade populacional de 40 hab/km². Faz fronteira com Escolca, Gergei, Isili, Mandas (CA), Nurri.

## Demografia
| Variação demográfica do município entre 1861 e 2011                               |
|                                                                                   |
| Fonte: Istituto Nazionale di Statistica (ISTAT) - Elaboração gráfica da Wikipedia |